# Myron Markevych
Pour les articles homonymes, voir Myron.
Myron Bohdanovych Markevych (ukrainien : Миро́н Богда́нович Марке́вич), né le 1er février 1951 à Vynnyky, dans l’oblast de Lviv en RSS d'Ukraine, est un joueur de football et ancien sélectionneur de l'Ukraine. Il est actuellement l'entraîneur du Karpaty Lviv.

## Biographie

### Carrière de joueur
Durant sa brève carrière de joueur, Markevych joue au poste de milieu de terrain, notamment pour le Karpaty Lviv, le SCA Lviv, le Spartak Ordzhinikidze, et le Torpedo Lutsk entre 1970 et 1978.

### Carrière d'entraîneur
Il étudie à l'Institut d'Éducation Physique de Lviv et à la Haute École des Entraîneurs de Moscou en 1983. Il entraîne par la suite un grand nombre d'équipes, dont le Karpaty Lviv à plusieurs reprises et le Metalist Kharkiv pendant neuf années entre 2005 et 2014. Il est à présent l'entraîneur du Dnipro Dnipropetrovsk depuis 2014.
Markevych est nommé à la tête de la sélection ukrainienne en février 2010 avant de démissionner en août de la même année.
En mai 2015, une année après avoir rejoint le FK Dnipro, il fait l’exploit d'amener son équipe jusqu'en finale de la Ligue Europa, une première pour le club, avant d'être vaincu par le FC Séville sur le score de trois buts à deux, malgré des buts de Nikola Kalinić et de Rouslan Rotan.

## Palmarès

### Entraîneur
Karpaty Lviv
- Finaliste de la Coupe d'Ukraine en 1993.

 Metalist Kharkiv
- Vice-champion d'Ukraine en 2013.

 FK Dnipro
- Finaliste de la Ligue Europa en 2015.
- Vice-champion d'Ukraine en 2014.